# Esküvők ideje
Az Esküvők ideje (eredeti cím: Wedding Season) 2022-ben bemutatott amerikai romantikus filmvígjáték, amelyet Tom Dey rendezett. A főbb szerepekben Suraj Sharma, Pallavi Sharda, Rizwan Manji, Veena Sood és Ari Afsar látható.
Amerikában és Magyarországon 2022. augusztus 4-én mutatták be a Netflixen.

## Cselekmény
Asha közgazdász, aki nemrég bontotta fel eljegyzését, és a Wall Street-i banki karrierjét hátrahagyva egy New Jersey-i mikrofinanszírozási startupnak dolgozik. Asha édesanyja, Suneeta, aki aggódik Asha jövőjéért, férje, Vijay tanácsa ellenére társkereső profilt csinál neki. Asha beleegyezik, hogy találkozzon Ravival, akit a szülei által létrehozott weboldalon keresztül találtak meg, azzal a feltétellel, hogy nem kell másokkal találkoznia. Suneeta ellenjavaslatot tesz, hogy menjen el az összes esküvőre, ahová meghívták, hogy töröljék a profilját az oldalról.
Az első randevújuk rosszul sikerül, mivel Asha elmagyarázza, hogy csak azért van ott, hogy megnyugtassa az anyját. Túlságosan leköti a munka, és a következő hónapokban arra kell koncentrálnia, hogy újraszervezze egy szingapúri befektetőnek szánt pályázatát a hátrányos helyzetű délkelet-ázsiai nőknek nyújtott mikrohitel-projektjükről. Ravival véletlenül egy esküvőn találkoznak újra, és Asha meggyőzi őt, hogy a nyár folyamán különböző esküvőkön tegyen úgy, mintha randiznának, hogy enyhítse a mindenki által gyakorolt nyomást, hogy találjon valakit. Asha és Ravi lassan kölcsönösen érdeklődnek egymás iránt, ahogy apránként megismerik egymást.
A főnökével, James-szel adományozókat keresve Asha megtudja, hogy Ravi titokban egy gazdag DJ, akit DJ Spellboundnak hívnak. Ő és Ravi kimennek beszélgetni és éppen csókolózni készülnek, amikor Yoshi gyökeresen megváltoztatja a zenét, így Ravinak kell megmentenie az estét.
Egy újabb esküvő után Ravi felviszi Ashát a kevéssé használt lakásába. Megcsókolják egymást, és a lány kimerülten elalszik. Reggel megegyeznek, hogy titokban tartják kölcsönös érdeklődésüket. Asha dobása olyan sikeres, hogy a szingapúri csoport tízmilliót ajánl fel egy másik, Vörös Csillag nevű csoport mellett. A lánynak egy londoni vezetői előléptetést ajánlanak fel a dél-ázsiai részlegüknél.
Suneeta tévesen úgy értelmezi Asha "nagy hírről" szóló SMS-ét a húgának, Priyának, mint a Ravi eljegyzéséről szóló hírt. A családok meglepetés ebédet szerveznek, amely során Asha húga, Priya véletlenül bevallja az első, Ravi pedig bevallja, hogy otthagyta az MIT-t, és nem áll szándékában társadalmilag elfogadottabb karriert választani. Azt is elárulja, hogy ő a Vörös Csillag Standard mögött álló adományozó, aki Asha cégének adományozott, és aki megszerezte neki az előléptetést.
Asha feldühödve véget vet a kapcsolatuknak Ravi becstelensége miatt. Már nem bízik benne, és az, hogy Ravi kijelenti, hogy a megismerkedésük óta szereti őt, nem tántorítja el attól, hogy elsétáljon. Később Ravi összeveszik a szüleivel a benne való csalódásuk miatt. Nehezményezik, hogy évek teltek el, bár ő rámutat, hogy most itt van. Ravi bejelenti, hogy ő és Yoshi egy új DJ-turnéra idnulnak. Ravi nehezen tudja feldolgozni a gondolatot, hogy elhagyja a családját, James bátorítja őt, hiszen ő is évekkel ezelőtt elhagyta Jamaicát. Az apja szintén bátorítja, hogy menjen.
Priya az esküvője előtt megfázik. Asha bátorítja őt, aki viszont rájön, hogy igazán szereti Ravit. Elmegy a családja éttermébe, meglátja egy másik nővel, és beszédet mond arról, hogy milyen nagyszerű srác. Priya és Nick összeházasodnak, és a fogadáson bemutatják DJ Spellboundot. Ravi és a szülei kibékülnek, bevallja a munkáját a közösségnek, és újra összejön Ashával.

## Szereplők
| Szerep              | Színész             | Magyar hang      |
| ------------------- | ------------------- | ---------------- |
| Ravi                | Suraj Sharma        | Jakab Márk       |
| Asha                | Pallavi Sharda      |                  |
| Vijay, Asha apja    | Rizwan Manji        | Háda János       |
| Priya               | Arianna Afsar       | Pataki Szilvia   |
| Nick                | Sean Kleier         | Czető Roland     |
| Suneeta, Asha anyja | Veena Sood          | Náray Erika      |
| Dinesh, Ravi apja   | Manoj Sood          | Berzsenyi Zoltán |
| Veena               | Sonia Dhillon Tully | Törtei Tünde     |
| Tina                | Ruth Goodwin        | Gáspár Kata      |
| James               | Damian Thompson     | Szabó Máté       |

### Magyar változat
- Magyar szöveg: Barabás Orsolya
- Hangmérnök és vágó: Takács György
- Gyártásvezető: Farkas Márta
- Szinkronrendező: Kertész Andrea
- Produkciós vezető: Fekete Márk

A szinkront a Direct Dub Studios készítette el.

## A film készítése
2018-ban Shiwani Srivastava az Esküvők ideje című forgatókönyvével több forgatókönyvíró versenyen is helyezést ért el, többek között az Academy Nicholl Fellowship, a Final Draft's Big Break és a ScreenCraft Comedy Competition versenyen. A ScreenCraft Comedy Competition megnyerése után a ScreenCraft csapata bemutatta őt a Netflix egyik vezetőjének, valamint az Affirmative Entertainment irodalmi menedzserének. A bemutatkozás közvetlen eredményeként a filmet eladták a Netflixnek. 2021 márciusában bejelentették, hogy a főszereplői Suraj Sharma és Pallavi Sharda, írója Shiwani Srivastava, rendezője Tom Dey lesz.
A forgatás április 19-én kezdődött és 2021. május 31-én fejeződött be Torontoban.